# Pingvin-show
A Pingvin-show (eredeti címén Farce of the Penguins) egy 2007-es filmvígjáték, amelyet egy amerikai színész-komikus, Bob Saget rendezett. A film eredeti címe utalás a 2005-ös Pingvinek vándorlása című természetfilmre. Ez az alkotás teljes mértékben a fent említett természetfilm paródiájaként szolgál.
A filmet Samuel L. Jackson narrálja. A film egy fiú- és lánypingvin-kolóniáról szól, amelyik nagy utat tesz meg, hogy megtalálják egymást. A fő főszereplőknek két pingvin számít: Jimmy és Carl. Jelentős szereplőnek számít még egy Marcus nevű fiú pingvin is, aki egy Vicky nevű pingvin lánnyal házasodik össze a film során. Carl később mindketten megtalálja az igazit, egy Melissa nevű pingvin személyében. Nem mer vele beszélni legelső találkozásukkor, ezért zavarában össze-vissza beszél. Carl megkéri Jimmyt, hogy segítsen neki felszedni Melissát. A lányt eleinte nem érdekli Carl, de Jimmy beszél a lánnyal, így végül egymásba szeretnek. A csavart az adja, hogy a két pingvin egy éjszaka szeretkezik, és Melissa azt hiszi, hogy Jimmy volt a partnere, de később kiderült, hogy Carl titokban csatlakozott az aktushoz. Így a film végén megszülető fióka Jimmy, Carl és Melissa közös gyerekének számít. A pingvinek nagyon komikusnak és szex-mániásnak vannak ábrázolva. A humoros jelleget a különféle (főleg szexre történő) utalások alkotják. A Pingvinek vándorlásától eltérően ez a film bohókás és szatirikus jellegű, illetve nem természetfilm.
A film poszterén található animált pingvinekkel ellentétben az alkotás teljes mértékben a valós életben játszódik. A pingvinek és a többi állat mind-mind emberi nevekkel rendelkezik, pl.: Helen, Debbie, Jimmy, Carl, Melissa stb. Az állatok többségét neves színészek és komikusok szinkronizálják. A film humora főleg szatirikus jellegű: többször utalást tesznek az eredeti alkotásra, a Pingvinek vándorlására. Visszatérő poénnak számít a filmben, hogy Helent lenézik pingvintársai, idegesítőnek tartják, és a film végén kicselezik, hogy rálépjen a talaj egy olyan részére, amelyik könnyen beszakad. Helen beleesik a vízbe, és egy arra járó leopárdfóka pedig megeszi. 
Egy másik visszatérő poén, hogy a pingvinek gyakran megemlítik nemi szervük hosszát, illetve azon  tanakodnak, hogy rendelkeznek-e egyáltalán a testrésszel. A „negyedik falat” is gyakran „lebontják”, ugyanis a szereplők tisztában vannak azzal, hogy egy filmben vannak, megemlítik a mozgókép költségvetését. Egy humoros rövid jelenetben szerepel egy Sheila nevű panda is, aki konfliktusba keveredik a narrátorral. (Sheila komikumforrásnak számít, nincs konkrét jelentősége a történetben.)
A Pingvin-show-t 2007. január 30.-án mutatták be az USA-ban. A magyar bemutató ismeretlen. 80 perces időtartamú az alkotás. A THINKfilm stúdió felelt a kiadási munkálatokért. Magyarországon az M2 is leadta a filmet. 
A kritikák eléggé megoszlottak a filmről: voltak, akik jópofának és humorosnak találták, míg mások csak a Pingvinek vándorlása megcsúfolásának érezték, és negatív kritikákkal illették.